# راكيش شارما
راكيش شارما (بالهندية: राकेश शर्मा) (و. 1949 – م) هو رائد فضاء، وعسكري من الهند . ولد في Patiala .

## ريادة الفضاء
شارك في المهمات الفضائية:
- Soyuz T-10
- Soyuz T-11.

## التعليم
تعلم في North Eastern Hill University، والجامعة العثمانية

## جوائز
حصل على جوائز منها:
- Ashok Chakra Award
- Medal "For Strengthening of Brotherhood in Arms"
- وسام لينين
- بطل الاتحاد السوفيتي
- Medal "For Merit in Space Exploration".